# Beaumont (Nouvelle-Zélande)
Pour les articles homonymes, voir Beaumont.
Beaumont est une petite ville de l’intérieur de la région d’Otago, dans l’Île du Sud de la Nouvelle-Zélande.

## Géographie
Elle est située sur le cours du fleuve Clutha à 6 kilomètres au sud-est de la ville de Raes Junction, entre les villes de Roxburgh et de Balclutha. Beaumont est reliée à la ville de Milton et de Roxburgh par la route State Highway 8 (en).

## Toponymie
Beaumont fut dénommée d'après le cours d'eau du même nom, probablement vers 1857.

## Accès
Pendant 11 ans, la ville de Beaumont servit de terminus pour un embranchement de la ligne de chemin de fer, qui allait d’une jonction avec la ligne principale du Sud (en) au niveau de la ville de Milton. Le chemin de fer atteignit Beaumont en 1914 et une extension vers la ville de Millers Flat fut ouverte jusqu’en 1925. Cette ligne devint finalement la branche de Roxburgh (en) et fonctionna jusqu’en 1968. Des ruines du chemin de fer, il reste toujours un parc à bestiaux et un pont sur la rivière Beaumont.